# Liste der Monuments historiques in Brainville (Meurthe-et-Moselle)
Die Liste der Monuments historiques in Brainville führt die Monuments historiques in der französischen Gemeinde Brainville auf.

## Liste der Objekte
| Bezeichnung                               | Beschreibung                                | Standort                           | Kennzeichnung | Schutzstatus | Datum | Bild |
| ----------------------------------------- | ------------------------------------------- | ---------------------------------- | ------------- | ------------ | ----- | ---- |
| Skulptur Heiliger Agericus von Verdun (1) | Eichenholz, farbig gefasst, 17. Jahrhundert | in der Kirche St-Airy (Lage)       | PM54001436    | Inscrit      | 1994  |      |
| Skulptur Heiliger Agericus von Verdun (2) | Kalkstein, 18. Jahrhundert                  | außen an der Kirche St-Airy (Lage) | PM54001437    | Inscrit      | 1994  |      |
| Kreuzigungsgruppe                         | Kalksteine, 18. Jahrhundert; Kruzifix fehlt | in der Kirche St-Airy (Lage)       | PM54001438    | Inscrit      | 1994  |      |
| Altarbild Grablegung                      | Relief; Holz, farbig gefasst, um 1720       | in der Kirche St-Airy (Lage)       | PM54000116    | Classé       | 1972  |      |
| Kruzifix                                  | Holz, farbig gefasst, 18. Jahrhundert       | in der Kirche St-Airy (Lage)       | PM54001439    | Inscrit      | 1994  |      |